# Route nationale 347
Die Route nationale 347, kurz N 347 oder RN 347, war eine französische Nationalstraße, die 1933 zwischen Bray-Dunes und Lens festgelegt wurde. 1973 wurde sie auf voller Länge abgestuft. 1982 wurde die Nummer erneut vergeben für eine westliche Umgehungsstraße von Saumur. Sie bildete dabei einen Seitenast der N147, die den Ort durchquerte. 2006 erfolgte die Abstufung zur D347.

## N 347bis
1970 wurde zwischen La Bassée und Lens östlich der N347 eine Schnellstraße in Betrieb genommen und als N347bis bezeichnet. Diese wurde 1978 in N47 umnummeriert.

## N 347c
Die Route nationale 347C, kurz N 347C oder RN 347C, wurde als nördliche Umgehung von Lens 1975 zwischen der N347 und N347bis in Betrieb genommen. 1976 erfolgte dann die Verlängerung bis Aix-Noulette an die heutige A26. 1978 wurde die Straße in die neu gewidmete N48 integriert und im selben Jahr erfolgte gleich die nächste Umnummerierung in C26. Seit 1982 trägt sie die Nummer A21.